# Салуквадзе, Реваз Георгиевич
Реваз Георгиевич Салуквадзе (груз. რევაზ სალუქვაძე; 15 сентября 1929, Тифлис, Грузинская ССР, СССР — 22 октября 2000[…], Тбилиси) — советский и грузинский учёный-физик и общественный деятель, доктор физико-математических наук (1974), профессор (1974), член-корреспондентом АН Грузинской ССР (1979), академик Национальной академии наук Грузии (1993). Директор Сухумского физико-технического института (1974—1993). Народный депутат СССР (1989—1991).

## Биография
Родился 30 января 1929 года в Тбилиси, Грузинской ССР.
С 1947 по 1952 год обучался на физическом факультете Тбилисского государственного университета который окончил с отличием.
С 1952 года на научно-исследовательской работе в Лаборатории ядерных проблем ОИЯИ в качестве аспиранта и научного сотрудника под руководством Б. М. Понтекорво, занимается созданием одной из первых в Советском Союзе пузырьковых камер а с 1957  года ставил эксперименты в этой камере на пучке синхроциклотрона. 
С 1959 года на научно-исследовательской работе в Институте физики АН Грузинской ССР в качестве научного сотрудника и на педагогической работе в Абхазском государственном университете в качестве заведующего кафедрой технической физики. Одновременно с 1970 по 1971 год — декан физического факультета Тбилисского государственного университета. С 1974 по 1993 год — директор Сухумский физико-технический институт. Одновременно являлся председателем Научного совета прикладных проблем Национальной академии наук Грузии и с 1997 года был членом Комиссии государств-участников СНГ по использованию атомной энергии в мирных целях.

### Научно-педагогическая деятельность и вклад в науку
Основная научно-педагогическая деятельность Р. Г. Салуквадзе была связана с вопросами в области физики плазмы, занимался исследованиями взаимодействия отрицательных пи-мезонов с энергиями семьдесят мегаэлектронвольт и пять гигаэлектронвольт с ядрами углерода, им были установлены некоторые новые закономерности ядерных реакций.
В 1962 году защитил кандидатскую диссертацию по теме: «Пузырьковая камера и ее применение в исследованиях частиц высоких энергий», в 1974 году защитил докторскую диссертацию на соискание учёной степени доктор физико-математических наук по теме: «Некоторые вопросы методики пузырьковых камер и изучение взаимодействия пионов с нейтронами и ядрами углерода». В 1974 году ВАК СССР ему было присвоено учёное звание профессор. В 1979 году был избран член-корреспондентом АН Грузинской ССР, а в 1993 году — действительным членом  АН Грузии.  Р. Г. Салуквадзе было написано более двухсот научных работ, в том числе монографий.

### Общественно-политическая деятельность
С 1989 по 1991 год являлся членом Комитета по вопросам экономической реформы  Верховного Совета СССР и народным депутатом СССР избранный от Сухумского — Ленинского национально-территориального избирательного округа № 481 Абхазской АССР

## Основные труды
- Пузырьковая камера и ее применение в исследованиях частиц высоких энергий. - Тбилиси, 1961. - 84 с.
- Некоторые вопросы методики пузырьковых камер и изучение взаимодействия пионов с нейтронами и ядрами углерода. - Тбилиси, 1974. - 236 с.
- Об экологически чистых способах использования сероводорода Черного моря / Р. Г. Салуквадзе, В. С. Цыпин, З. Е. Чиковани. - М. : ЦНИИ информ. и техн.-экон. исслед. по атом. науке и технике, 1991. - 14 с. (Препринт. Сухум. физ.-техн. ин-т им. И. Н. Векуа; СФТИ-91-13)
- Об оценках средней множественности при взаимодействии быстрых заряженных частиц с веществом / М. З. Максимов, Р. Г. Салуквадзе, З. Е. Чиковани. - Дубна : ОИЯИ, 1995. - 19 с. (Препринт. Объед. ин-т ядер. исслед.; Р15-95-219)[9]

## Награды и премии
- Заслуженный деятель науки Грузинской ССР[6][5]